# Europaparlamentsvalet i Portugal 2009
Europaparlamentsvalet i Portugal 2009 ägde rum söndagen den 7 juni 2009. Strax under 9,7 miljoner personer var röstberättigade i valet om de 22 mandat som Portugal hade tilldelats innan valet. I valet tillämpade landet ett valsystem med partilistor och d’Hondts metod, utan någon spärr för småpartier. Portugal var inte uppdelat i några valkretsar, utan fungerade som en enda valkrets i valet.
Valet var ett bakslag för Socialistpartiet, som backade med nästan 18 procentenheter. Därmed tappade också partiet fem av sina tolv mandat. Även Partido Social Democrata backade något, främst på grund av att Centro Democrático e Social – Partido Popular hade lämnat deras gemensamma valkoalition som existerade i valet 2004. Centro Democrático e Social – Partido Popular erhöll knappt nio procent av rösterna, så tillsammans med Partido Social Democrata gick de två partierna kraftigt framåt jämfört med 2004.
Även de två vänsterkoalitionerna Bloco de Esquerda och Coligação Democrática Unitária gick framåt på Socialistpartiets bekostnad. Bloco de Esquerda ökade med över sex procentenheter, vilket resulterade i ytterligare två mandat. Coligação Democrática Unitária ökade samtidigt med nästan två procentenheter, men detta var inte tillräckligt för att ge utslag i mandatfördelningen.
Valdeltagandet uppgick till 36,78 procent, ett något lägre resultat än i valet 2004. I likhet med valet 2004 låg valdeltagandet under genomsnittet för Europaparlamentsvalet i sin helhet. Valdeltagandet kan också jämföras med det i Portugals parlamentsval i september 2009, som uppgick till nästan 60 procent.

## Valresultat
|                                                                                               |          |  |           |        |
|                                                                                               | Andel    |  | Antal     | Mandat |
| Partido Social Democrata                                                                      | 31,71 %  |  | 1 131 744 | 8      |
| Partido Social Democrata                                                                      | –1,56 %  |  | –1 025    | +1     |
| Socialistpartiet                                                                              | 26,53 %  |  | 946 818   | 7      |
| Socialistpartiet                                                                              | –17,99 % |  | –569 183  | –5     |
| Bloco de Esquerda                                                                             | 10,72 %  |  | 382 667   | 3      |
| Bloco de Esquerda                                                                             | +5,81 %  |  | +215 354  | +2     |
| Coligação Democrática Unitária                                                                | 10,64 %  |  | 379 787   | 2      |
| Coligação Democrática Unitária                                                                | +1,55 %  |  | +70 386   | ±0     |
| Centro Democrático e Social – Partido Popular                                                 | 8,36 %   |  | 298 423   | 2      |
| Centro Democrático e Social – Partido Popular                                                 | +8,36 %  |  | +298 423  | ±0     |
| Övriga partier och kandidater                                                                 | 5,42 %   |  | 193 756   | 0      |
| Övriga partier och kandidater                                                                 | +1,17 %  |  | +49 124   | ±0     |
| Ogiltiga och blanka röster                                                                    | 6,61 %   |  | 235 748   | 0      |
| Ogiltiga och blanka röster                                                                    | +1,65 %  |  | +101 082  | ±0     |
| Valdeltagande                                                                                 | 36,78 %  |  | 3 568 943 | 22     |
| Valdeltagande                                                                                 | –1,82 %  |  | +164 161  | –2     |
| Antal röstberättigade 9 684 714 10 EPP 07 S&D 00 ALDE 00 G/EFA 00 ECR 05 GUE/NGL 00 EFD 00 NI |          |  |           |        |